# مایک امیری
مایک‌ امیری (به انگلیسی: Mike Amiri) که اسم اصلی او سینا امیری است. وی دارای مدرک دکترای حقوق از دانشگاه حقوق لویولا است.او طراح مد ایرانی آمریکایی است. او بنیان‌گذار برند مد و لباس امیری (Amiri) است.

## دوران کودکی و نوجوانی
مایک امیری در هالیوود لس آنجلس به دنیا آمد و رشد کرد.پدر و مادرش ایرانی الاصل هستند.پس از فارغ التحصیلی از دبیرستان بورلی هیلز ، او در دانشگاه UCLA در رشته تاریخ تحصیل کرد و مدرک دکتری حقوقی را از دانشکده حقوق لویولا دریافت کرد. 

## برند امیری
امیری برند مد خود، AMIRI را به کمک پدرام میارصنمی راه‌اندازی کرد.  برند لس‌آنجلس در بیش از 160 خرده‌فروش سطح بالا در سراسر جهان، از جمله برگدورف گودمن در نیویورک، نیمان مارکوس در بورلی هیلز، گالری لافایت در پاریس، Selfridges & Harrods در لندن، Harvey Nichols در دبی، و Lane Crawford در هنگ کنگ و چین. از سال 2023، AMIRI دارای فروشگاه های شاخص مستقل در لس آنجلس در رودئو درایو (قلب بورلی هیلز)، نیویورک، لاس وگاس، میامی، شیکاگو، هیوستون، آتلانتا، شانگهای، توکیو، نانجینگ و دبی است. 
موسیقی همچنان منبع الهام مایک امیری و پایه اصلی فرهنگ این برند است، همانطور که تاثیر آرام سبک زندگی کالیفرنیایی نیز وجود دارد. AMIRI توسط جاستین بیبر ، یاسین بی (که قبلاً با نام Mos Def شناخته می شد)، جرد لتو ،  مالوما ، شکیرا ، لاکیت استنفیلد پوشیده شده است .
در سال 2018، امیری در هفته مد پاریس برای اولین بار حضور داشت .  این برند هر سال مجموعه‌های دوسالانه‌ای را در پاریس ارائه می‌کند و به گفته Vogue Runway، سهام امیری را در بازار لوکس جهانی افزایش می‌دهد: «کیف‌های بزرگ با اندازه‌های سخاوتمندانه با درب‌هایی مانند جک‌های صوتی مجلل به نظر می‌رسند - احتمالاً هدفشان تبدیل شدن به یک دوست‌دار است. جایگزین ساحل غربی برای هرمس باشید .  در فوریه 2022، امیری با همکاری هنرمند مشهور معاصر آمریکایی، وس لانگ، نمایشی یکباره در لس آنجلس ارائه کرد. 
از سال 2018، مایک امیری عضو CFDA بوده است ، [  زمانی که نامزد جایزه سواروسکی برای استعدادهای نوظهور در جوایز مد CFDA شد .  امیری همچنین برنده جایزه استعدادهای نوظهور در سال 2018 Footwear News Achievement Awards شد. امیری در سال های 2019، 2021، 2022 و 2023 نامزد دریافت جایزه بهترین طراح لباس مردانه در جشنواره مد CFDA شد.
در سال 2019، رنزو روسو ، گروه OTB سهام اقلیت AMIRI را به دست آورد.    در سال 2020، AMIRI اولین فروشگاه پرچمدار خود را در Rodeo Drive ، بورلی هیلز افتتاح کرد.
در سال 2021، امیری جایزه AMIRI را راه اندازی کرد . برنده جایزه افتتاحیه برند مد فیلادلفیا Lou Badger بود .  برنده جایزه AMIRI در سال 2023 طراح آفریقای جنوبی لوخانیو مدینگی بود .
در سال 2023، AMIRI، آدریان وارد-ریس، SVP سابق باربری و مدیر عامل لباس مردانه دیور را به عنوان مدیر اجرایی منصوب کرد.

## جوایز
- نامزد جایزه سواروسکی برای استعدادهای نوظهور در جوایز مد CFDA 2018.
- جایزه استعدادهای نوظهور در جوایز دستاوردهای اخبار کفش 2018 .
- نامزد دریافت جایزه طراح لباس مردانه سال آمریکا در جوایز مد CFDA 2019.
- نامزد دریافت جایزه طراح لباس مردانه سال آمریکا در جوایز مد CFDA 2021.
- نامزد دریافت جایزه طراح لباس مردانه سال آمریکا در جوایز مد CFDA 2022.
- نامزد دریافت جایزه طراح لباس مردانه سال آمریکا در جوایز مد CFDA 2023.